# Krzysztof Abrahamowicz
Krzysztof Abrahamowicz (ur. 1852, zm. 20 czerwca 1916 w Hietzing) – polski polityk.
Pochodził z rodziny ormiańskiej. Był właścicielem dóbr na Bukowinie, dzięki temu mógł sprawować przez długi okres mandat poselski na Sejm Krajowy Bukowiny. W Sejmie tym należał do stronnictwa ormiańsko-polskiego. Do wybuchu I wojny światowej sprawował funkcję prezesa Koła Polskiego.
Był konserwatystą, w Sejmie popierał interesy bukowińskich Rusinów, szczególnie z Mikołajem Wasylką (prezesem Koła Ruskiego); nie miał zaufania do Koła Rumuńskiego. Angażował się w obronę interesów polskich na Bukowinie.